# Rheithrosciurus macrotis
Genre
Espèce
Statut de conservation UICN

 VU A4cd : Vulnérable
Rheithrosciurus macrotis ou écureuil à houppe de Bornéo est une espèce de mammifères rongeurs de la famille des Sciuridae.  C'est actuellement la seule espèce du genre Rheithrosciurus. C'est un gros écureuil de sol assez extraordinaire avec sa queue broussailleuse et ses énormes touffes de poils noirs au bout des oreilles.

## Répartition et habitat

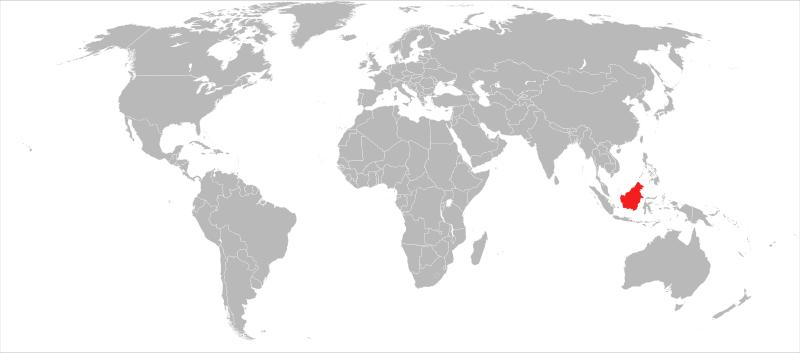
Aire de répartition de l'écureuil à houppe de Bornéo